# Prionolabis longeantennata
Prionolabis longeantennata là một loài ruồi trong họ Limoniidae. Chúng phân bố ở miền Cổ bắc.